# Boțeanivka, Dubno
Boțeanivka (în ucraineană Боцянівка) este un sat în comuna Kneahînîne din raionul Dubno, regiunea Rivne, Ucraina.

## Demografie
Componența lingvistică a localității Boțeanivka
     Ucraineană (100%)
Conform recensământului din 2001, toată populația localității Boțeanivka era vorbitoare de ucraineană (100%).